# IV Zona operativa

Mappa della Lunigiana (in rosso)

IV Zona operativa era un'area geografica individuabile con la regione della Lunigiana, descritta durante le attività militari dal 1943 al 1945, durante la guerra di Liberazione.
L'area, comprendente le provincie della Spezia, Massa-Carrara e parte della provincia di Parma, fu teatro di innumerevoli episodi della lotta partigiana. In relazione alla sua vicinanza alla Linea Gotica, le attività militari dei repubblichini e dei tedeschi furono assai dure, registrando innumerevoli azioni di rastrellamento delle formazioni partigiane.

## Storia
Il 10 luglio 1944, il Comando del Corpo volontari della libertà di Milano esamina la possibilità di attuare, nell’area appenninica, in prossimità della Linea Gotica, un efficace controllo politico e militare, arrivando a stabilire un comando unico per il territorio parmense-lunigianense, comprendente La Spezia, Parma e Apuania, detta appunto IV Zona.
Il comando della IV Zona operativa fu affidato al colonnello Mario Fontana, membro della giunta militare del CLN.

### Struttura gerarchica dell'organizzazione partigiana
Al termine del conflitto, l'organizzazione partigiana della IV Zona operativa risultava estremamente capillare ed articolata:
| Battaglione "Val di Vara" 1ª Compagnia 2ª Compagnia 3ª Compagnia 4ª Compagnia | Battaglione "Zignago" | Battaglione "Melchiorre Vanni" | Battaglione "Maccione" | Battaglione "Matteotti-Picelli" | 1ª Compagnia | 2ª Compagnia | 3ª Compagnia | 1ª Compagnia | 2ª Compagnia |

### Riconoscimenti
Il 12 aprile 1996, la provincia della Spezia è stata insignita della Medaglia d'oro al valor militare per l'attività partigiana.
La provincia di Apuania (dal 1946 Massa-Carrara) è tra le città decorate insignite della medaglia d'oro al valor militare per i sacrifici delle sue popolazioni e per la sua attività nella lotta partigiana durante la seconda guerra mondiale.
La provincia di Parma fu invece insignita della Medaglia d'oro al Merito Civile: